# J'aime la vie
J'aime la vie är den sång som Sandra Kim sjöng för Belgien då den vann Eurovision Song Contest 1986 i Bergen i Norge.

## Listplaceringar
| Lista (1986)  | Placering |
| ------------- | --------- |
| Frankrike     | 21        |
| Nederländerna | 2         |
| Schweiz       | 29        |
| Sverige       | 15        |
| Västtyskland  | 15        |
| Österrike     | 6         |

### Årslistor
| År (1986)     | Placering |
| ------------- | --------- |
| Nederländerna | 51        |

|}

### Fotnoter
1. ↑  ”Listplacering”. http://lescharts.com/showitem.asp?interpret=Sandra+Kim&titel=J%27aime+la+vie&cat=s. Läst 28 april 2011.
2. ↑  ”Listplacering”. http://dutchcharts.nl/showitem.asp?interpret=Sandra+Kim&titel=J%27aime+la+vie&cat=s. Läst 28 april 2011.
3. ↑  ”Listplacering”. http://hitparade.ch/showitem.asp?interpret=Sandra+Kim&titel=J%27aime+la+vie&cat=s. Läst 28 april 2011.
4. ↑  ”Listplacering”. http://swedishcharts.com/showitem.asp?interpret=Sandra+Kim&titel=J%27aime+la+vie&cat=s. Läst 28 april 2011.
5. ↑  Tyska singellistan Musicline.de Arkiverad 5 april 2012 hämtat från the Wayback Machine. (läst 3 maj 2009)
6. ↑  ”Listplacering”. http://austriancharts.at/showitem.asp?interpret=Sandra+Kim&titel=J%27aime+la+vie&cat=s. Läst 28 april 2011.
7. ↑  ”Single top 100 over 1986” (på nederländska) (pdf). Top40. http://www.top40.nl/pdf/Top%20100/top%20100%20-%201986.pdf. Läst 21 september 2010.